# Шахэкоу
Шахэко́у (кит. упр. 沙河口, пиньинь Shākékǒu) — район городского подчинения города субпровинциального значения Далянь (КНР), один из «внутригородских четырёх районов».  Название района означает «устье реки Шахэ».

## История
После окончания Второй мировой войны новые власти изменили административное деление Даляня, сведя в ноябре 1945 года ранее существовавшие 123 мелких района в 12 крупных районов, одним из которых стал район Шахэкоу. В декабре 1950 года к нему был присоединён район Сишань.

## Административное деление
Район Шахэкоу делится на 9 уличных комитетов.

## Соседние административные единицы
Восточнее Шахэкоу расположен район Сиган, западнее — район Ганьцзинцзы.